# Bitwa o Corregidor (1945)

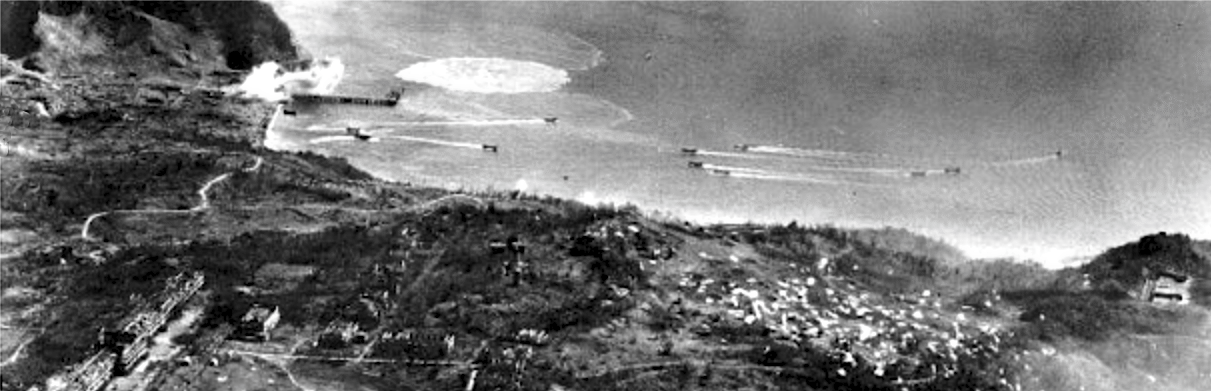
Desant morski 34 Pułku Piechoty na Corregidorze

Bitwa o Corregidor – bitwa stoczona na filipińskiej wyspie Corregidor i w jej okolicach w dniach 16–26 lutego 1945 roku pomiędzy siłami Stanów Zjednoczonych i Japonii.

## Tło bitwy
Na przełomie 1944 i 1945 roku ofensywa aliantów na Pacyfiku rozwijała się w szybkim tempie. Amerykanom do osiągnięcia głównego celu wojny – zaatakowania Wysp Japońskich – potrzeba było już tylko kilku baz wyspiarskich na wschodnim i północnym Pacyfiku, m.in. Okinawy. Brytyjczycy i ich sojusznicy przystąpili zaś do kontrofensywy w Birmie. Na żadnym szlaku bojowym, ani amerykańskim, ani brytyjskim, nie leżały jednak Filipiny.
To okupowane przez Japończyków terytorium zależne Stanów Zjednoczonych miało jednak osobistą wartość dla gen. Douglasa MacArthura, dowódcy wojsk amerykańskich na Pacyfiku. Na Filipinach, w Manili spędził on najlepsze lata swego życia. 14 lutego 1942 roku, po przegranej pierwszej kampanii filipińskiej, złożył u brzegów Luzonu mieszkańcom wyspy obietnicę powrotu i wyzwolenia Filipin, często cytowanymi w prasie i książkach słowami: I shall return! (ang. Ja tu wrócę).
Przeciwnym jego planowi był jednak dowódca marynarki, adm. Chester Nimitz. Uważał on, że wyzwolenie Filipin nie jest potrzebne dla wygrania wojny i poskutkuje tylko zmarnowaniem cennych środków. Ich spór rozwiązał sam prezydent Franklin Delano Roosevelt na spotkaniu w Pearl Harbor. Gen. MacArthur tak, jak się spodziewał, dostał pozwolenie na uderzenie w stronę Filipin.

## Przygotowania
Po zwycięstwie w bitwie w Zatoce Leyte, opanowaniu licznych wysp w centralnej części archipelagu i przy stałym posuwaniu się do przodu na wyspie Leyte, możliwa stała się operacja wyzwolenia Luzonu, głównej wyspy Filipin. Atak miał nastąpić w pierwszej kolejności od południa, gdyż kluczowym elementem do opanowania wyspy była Zatoka Manilska. Wejścia do niej broniła mała, ale świetnie ufortyfikowana wysepka Corregidor, broniona przez Amerykanów i Filipińczyków dwa lata wcześniej.
Wywiad amerykański dostarczył informacji, iż na wysepce może znajdować się nawet 5 tys. japońskich żołnierzy, do tego liczna artyleria dalekiego zasięgu i działa przeciwlotnicze w nieznanej liczbie. Dowództwo postanowiło, że na pierwszy ogień pójdą spadochroniarze z 503 Spadochronowej Pułkowej Grupy Bojowej pod dowództwem ppłk. George'a M. Jonesa, potem zaś do bitwy włączy się desant morski.

## Bitwa
Lądowanie poprzedzone było silnym bombardowaniem i ostrzałem artylerii okrętowej. Amerykańskie samoloty zrzuciły na Corregidor blisko 3200 ton bomb. Wyspa była terenem skalistym. Tylko dwa miejsca  nadawały się do lądowania spadochroniarzy – plac defilad i niewielkie pole golfowe. Dzięki celnemu bombardowaniu prawie cała japońska obrona przeciwlotnicza została wyeliminowana, dlatego do samolotów transportowych strzelało tylko kilka karabinów maszynowych. W dzień zrzutu panował silny wiatr, dlatego też spadochroniarze skakali małymi grupkami – zaledwie ośmiu przy jednym podejściu samolotu.
W walce szczególnie wyróżnił się szer. Lloyd G. McCarter, który tuż po wylądowaniu przebiegł pod ostrzałem ok. 30 metrów, żeby granatami ręcznymi samodzielnie uciszyć stanowisko japońskiego karabinu maszynowego. Został za to odznaczony Medalem Honoru. Dwudziestu pięciu spadochroniarzy wiatr zniósł poza wyznaczoną strefę lądowania. Opadli oni prosto na japońskie stanowisko dowodzenia, pokryte tylko lekką siatką maskującą, którą łatwo można było rozerwać. W tym czasie na stanowisku przebywał komandor Itagaka i jego ochrona, których uwaga zajęta była rozpoczynającym się właśnie desantem morskim. Spadochroniarze otworzyli ogień i zabili komandora.
34 Pułk Piechoty ze składu 24 Dywizji Piechoty, dowodzony przez płk. Aubreya S. "Red" Newmana, który wylądował z morza chwilę później, napotkał silny opór karabinów maszynowych zainstalowanych w stanowiskach wydrążonych w skale. Z pomocą przyszli jednak z głębi wyspy spadochroniarze, którzy w ciągu dwóch godzin uciszyli nadbrzeżne stanowiska obronne i zajęli bez oporu powierzchnię wyspy.
Prawdziwym problemem były oczyszczenie skomplikowanego systemu tuneli i umocnień podziemnych, które zajęło Amerykanom aż cztery dni. Opór Japończyków był samobójczy. Gdy zabrakło amunicji, atakowali na szturmach Banzai na bagnety i katany, a czasem na gołe pięści. Nie mając już żadnych szans na zwycięstwo, kilkudziesięciu Japończyków spróbowało uciec i dopłynąć wpław do Manili. Większość z nich nie umiała jednak pływać i utonęła. Tylko dwudziestu obrońców wyspy oddało się w ręce Amerykanów.
12 marca nastąpiło uroczyste podniesienie amerykańskiej flagi na Corregidorze.